# 生态平衡
生态平衡指的是一段长时间内在一个生态系统裡面个体，物种和小生境的数目恒定或者是以某一个值作小幅度震动。正是有这样的震动，人们将这种平衡称作生态平衡。生態系統發展到成熟的階段，它的結構和功能，包括生物種類的組成、各個種群的數量比例以及能量和物質的輸入、輸出等都處於相對穩定的狀態，這種狀態稱作生態平衡，又稱自然平衡。

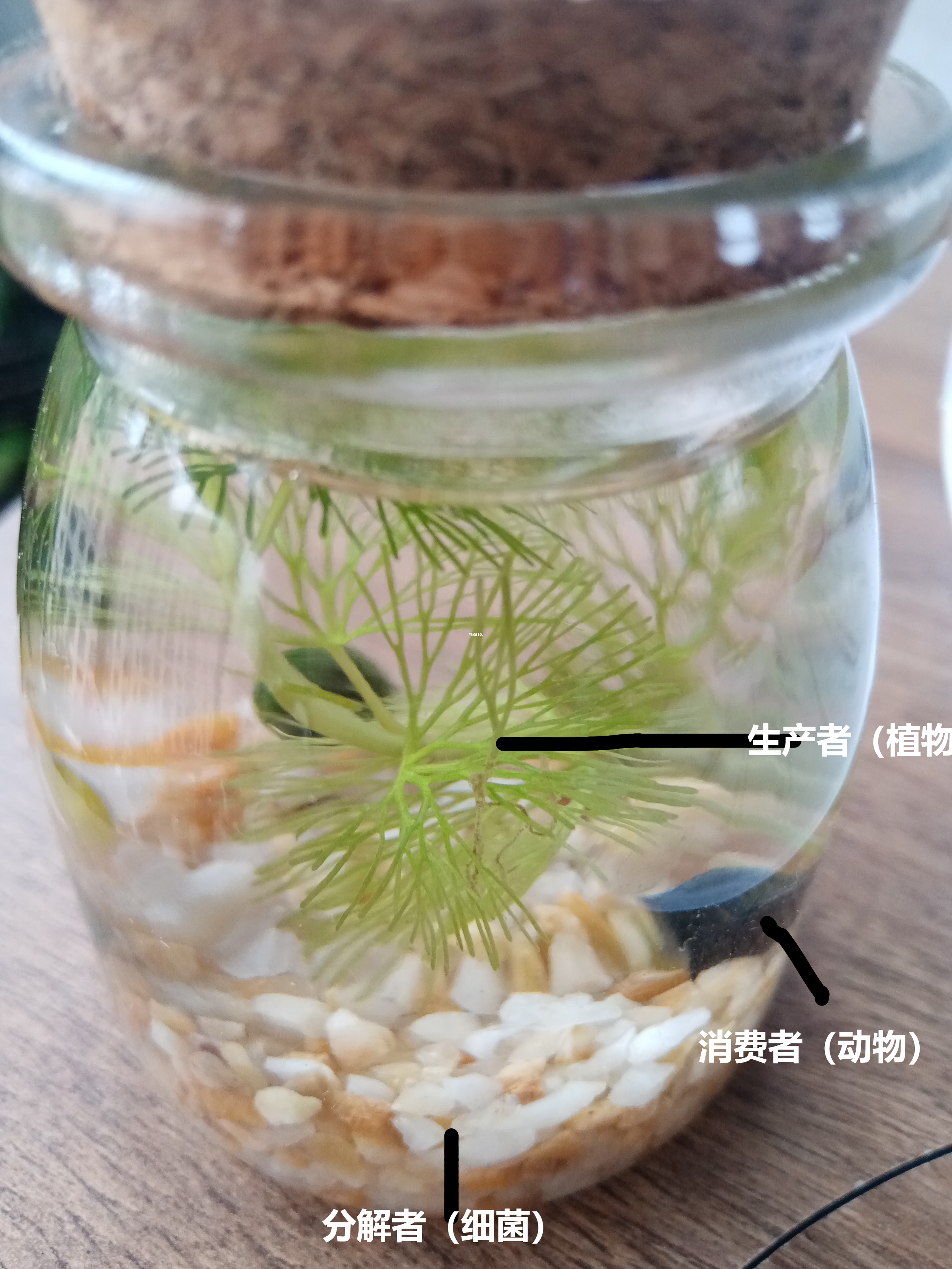
生态瓶中的生态平衡

## 概述
生態系統是開放的動態系統，不斷有能量和物質的輸入和輸出。一方面是太陽輻射能和無機物通過生產者（植物）的光合作用被轉化為有機物存留於生態系統中，供給一切生命的需要；另一方面是生態系統中的有機物被各級消費者（動物）攝取，並在轉化、呼吸和排泄等生理過程中不斷地消耗掉。有機物還可以通過人類的收穫、地表水和地下水的流出等方式從系統中輸出。生態系統中的分解者（微生物）又把生態系統中的植物和動物殘體分解和轉化為無機物，歸還給環境，供植物再利用。生態系統中的能量和物質每時每刻都在生產者、消費者和分解者之間不停地流動和轉化。
在生態系統能量和物質的輸入量大於輸出量的情況下，生態系統的總生物量增加，反之則減少。在自然條件下，生態系統的演替總是自動地向著生物種類多樣化、結構複雜化、功能完善化的方向發展。只要有足夠的時間和相對穩定的環境條件，生態系統遲早會進入成熟的穩定階段。那時它的生物種類最多，種群比例適宜，總生物量最大，生態系統的內穩性最強。
当以下的条件被满足的时候，平衡才会出现:
1. 个体数的恒定，以出生率和死亡率相等为前提。
2. 物种数的恒定以恒定的个体数和恒定的小生境数为前提。
3. 小生境数的恒定以恒定的环境条件为前提。

在一个自给自足的封闭生态系统里，营养物质的恒定取决于分解和合成的有机物质的量相等。
环境因素在一定程度上的波动，其实是可以被抵消的（例如水体的自清理）。
如果平衡被破坏得太严重，达到不能恢复的程度，生态系统会进入另一种状态。

## 反饋作用
生態系統是一種控制系統或反饋系統，它具有反饋機能，能自動調節並維持自己的正常功能。能量和物質在生態系統內流動或循環的過程中，每發生一種變化，其結果必然反過來又影響這一變化的本身。生態系統就是通過這種反饋作用來維持其生態平衡的。例如，某一原始森林生態系統中食葉昆蟲種群“暴發”時，樹木因之受害；但食葉昆蟲的增加為食蟲鳥類提供了豐富的食物，食蟲鳥類數量隨之增加。由於食蟲鳥類大量捕食食葉昆蟲，食葉昆蟲的種群受到抑制，森林生態系統的生態平衡便逐漸恢復。
一般情況下，生態系統內部小生境類型越多，生物種類越豐富，由各種生物構成的食物鏈也越複雜多樣。因此能量的流動和物質的循環可以通過多渠道進行。如果某一渠道受阻，其他渠道可以起代償作用。但是，生態系統的自動調節能力和代償功能是有一定的限度的，當干預因素的影響超過其生態系統的閾值時，自動調節能力將隨之降低或消失，從而引起生態失調，甚至造成生態系統的崩潰。

## 影響因素
影響生態平衡的因素有自然因素和人為因素。自然因素包括火山噴發、地震、海嘯、泥石流和雷擊火災等。這些因素都可能在很短時間內使生態系統遭到破壞，甚至毀滅。但是，自然因素對生態系統的破壞和影響的出現頻率不高，在地域分布上也有一定的局限性。影響生態平衡的人為因素包括毀壞植被，引進或消滅某一生物種群，建造某些大型工程（如大型水壩），以及現代工業和農業生產過程中排出某些有毒物質和向農田中噴撒大量農藥（殺蟲劑和除草劑）等。這些人為因素都能破壞生態系統的結構和功能，引起生態失調，使人類生態環境的質量下降，甚至造成生態危機。有些污染物能夠沿著食物鏈逐級轉移和富集。如脂溶性農藥DDT經生物富集後，在生物體內的量往往比進入環境的初始量高幾萬倍，甚至幾百萬倍。進入高位營養級的污染物還可能通過食物鏈進入人體，危及人類的健康和安全。因此研究各種人為因素對生態平衡所造成的影響，是生態學的重要任務之一。

## 参看
- 演替
- 食物鏈